# John de Borman
John de Borman (* 1954 in Paris) ist ein in Frankreich geborener britischer Film-Kameramann, der in seiner über 25-jährigen Filmkarriere mehr als 35 internationale Filmproduktionen als Kameramann betreute. Darunter sind Klassiker des modernen Kinos wie Ganz oder gar nicht, Grasgeflüster, Weil es Dich gibt, Darf ich bitten? oder Liebe auf den zweiten Blick. Darüber hinaus war er von 2010 bis 2014 der Präsident der British Society of Cinematographers (BSC).

## Leben und Karriere
John de Borman, 1954 in Paris geboren, experimentierte bereits in seiner Jugend ausgiebig mit Photo-Ausrüstungen und Super-8-Kameras. Nach seinem Besuch der Chelsea School of Art (heute College of Art and Design), wo er Bildhauerei studierte, begann er in den 1980er Jahren Videoproduktionen für Popkünstler mit der Kamera zu fotografieren. So arbeitete er früh mit prominenten Persönlichkeiten des Showgeschäfts wie Prince oder Madonna zusammen.
1988 begann er schließlich als Kameramann beim britischen Film. Betreute de Borman Ende der 1980er Jahre noch Independent-Produktionen, wie die des Filmemachers Anders Palm, machte er sich wenige Jahre später bereits einen Namen bei Kinoproduktionen für Regisseure wie Stephen Norrington und Philip Ridley.
1996 engagierte ihn der schottische Regisseur Gillies MacKinnon für sein preisgekröntes Drama Small Faces. Noch im gleichen Jahr entstand für denselben Regisseur die Arbeit zu dessen Film Trojan Eddie und 1998 lieferte er für das Drama Marrakesch mit Kate Winslet in der Hauptrolle die Bilder. 1997 hatte ihn bereits der Regisseur Peter Cattaneo für seine Oscar-prämierte Komödie Ganz oder gar nicht verpflichtet. 2002 verpflichtete ihn Gillies MacKinnon dann zwei weitere Male für sein Filmdrama Pure und 2005 für die Kinoproduktion Ein Haus in Irland.
Für den Regisseur Nigel Cole arbeitete er 2000 das erste Mal als Kameramann für die originelle Kriminalkomödie Grasgeflüster, 2005 folgte der Film So was wie Liebe und 2010 nahm er bei dessen Regiearbeit We Want Sex ein drittes Mal seinen Platz hinter der Kamera ein.
2001 vertraute ihm der britische Regisseur Peter Chelsom nach der gemeinsamen erfolgreichen Partnerschaft bei The Mighty – Gemeinsam sind sie stark im Jahr 1998 erneut die Kameraführung an, diesmal bei der intelligent inszenierte Filmkomödie Weil es Dich gibt mit John Cusack und Kate Beckinsale in den Hauptrollen. 2004 kam es bei dem romantischen Drama Darf ich bitten? in der Besetzung Richard Gere und Jennifer Lopez zu einer dritten Zusammenarbeit.
2008 lieferte er die Bilder für das romantische Drama Liebe auf den zweiten Blick mit Dustin Hoffman und Emma Thompson von Regisseur Joel Hopkins. Dustin Hoffman verpflichtete ihn daraufhin 2012 als Kameramann für seine Regiearbeit zu Quartett.
Seit Beginn der 2000er Jahre arbeitete John de Borman als Kameramann unter anderem mit den Regisseuren Michael Almereyda, Suri Krishnamma, John Hay, Daisy von Scherler Mayer, Tommy O’Haver, Oliver Parker, Bharat Nalluri, Lone Scherfig und John Duigan zusammen.
Als Präsident der British Society of Cinematographers (BSC) übernahm er 2010 das Amt innerhalb der Akademie der Kameramänner und -frauen im Vereinigten Königreich von der Kamerafrau Sue Gibson.

## Auszeichnungen
- 2000: Evening Standard British Film Award in der Kategorie Best Technical/Artistic Achievement für Marrakesch
- 2001: Independent-Spirit-Award-Nominierung in der Kategorie Best Cinematography für Hamlet
- 2007: BAFTA-Award-Nominierung in der Kategorie Best Photography & Lighting Fiction/Entertainment für Tsunami – Die Killerwelle
- 2009: British-Society-of-Cinematographers-Award-Nominierung in der Kategorie Best Cinematography Award für An Education
- 2009: Sundance Film Festival in der Kategorie World Cinema – Dramatic für An Education

## Filmografie (Auswahl)

### Kino
- 1988: Unmasked Part 25
- 1989: Notting-Hill-Killer (Murder on Line One)
- 1991: Deine Zeit läuft ab (Murder Blues)
- 1994: Death Machine
- 1995: Die Passion des Darkly Noon (The Passion of Darkly Noon)
- 1996: Small Faces
- 1996: Trojan Eddie
- 1997: Ganz oder gar nicht (The Full Monty)
- 1997: Der Elfengarten (Photographing Fairies)
- 1998: The Mighty – Gemeinsam sind sie stark (The Mighty)
- 1998: Marrakesch (Hideous Kinky)
- 1999: Gregory’s Two Girls
- 2000: Hamlet
- 2000: Grasgeflüster (Saving Grace)
- 2000: New Year’s Day
- 2000: Nur Mut, Jimmy Grimble (There’s Only One Jimmy Grimble)
- 2001: Weil es Dich gibt (Serendipity)
- 2002: Der Super-Guru (The Guru)
- 2002: Ein Kind von Traurigkeit (Pure)
- 2004: Ella – Verflixt & zauberhaft (Ella Enchanted)
- 2004: Darf ich bitten? (Shall We Dance)
- 2005: So was wie Liebe (A Lot Like Love)
- 2005: Ein Haus in Irland (Tara Road)
- 2006: Fade to Black
- 2008: Miss Pettigrews großer Tag (Miss Pettigrew Lives for a Day)
- 2008: Liebe auf den zweiten Blick (Last Chance Harvey)
- 2009: An Education
- 2010: We Want Sex
- 2011: The Engagement
- 2012: Quartett
- 2013: Half of a Yellow Sun
- 2014: Wenn ich bleibe (If I Stay)
- 2018: Slaughterhouse Rulez
- 2020: Pixie – Mit ihr ist nicht zu spaßen (Pixie)

### Fernsehen
- 1995: Crazy for a Kiss (Fernsehfilm)
- 2006: Tsunami – Die Killerwelle (Tsunami: The Aftermath) (Fernsehfilm)
- 2009: Cupid (Fernsehserie, Pilotfolge)
- 2015, 2016: Indischer Sommer (Indian Summers, Fernsehminiserie, 4 Episoden)
- 2015: Coalition (Fernsehfilm)
- 2016: Do Not Disturb (Fernsehfilm)
- 2017: Will (3 Episoden)
- 2019: World on Fire (1 Episode)